# Hinterkirchenerbach
Der Hinterkirchenerbach ist ein knapp zwei Kilometer langer rechter und nördlicher  Zufluss des Elbbachs im Westerwald.

## Geographie

### Verlauf
Der Hinterkirchenerbach entspringt  südlich von einem Wäldchen westlich von Langenhahn. 
Er fließt zunächst in nordöstlicher Richtung durch eine Grünfläche am Südrand von Langenhahn entlang. Er unterquert die Koblenzer Straße und richtet dort seine Lauf nach Südosten. Er erreicht nun Langenhahner Ortsteil Hinterkirchen, welches er teilweise verrohrt durchquert. Seine Fließrichtung ist nach Süden ausgerichtet. Nach dem Verlassen des  Dofs wendet er sich nach Südwesten und fließt nun etwa 150 m  durch Wiesen und Felder. 
Danach wechselt er die Richtung nach Süden und mündet schließlich in den Elbbach.

### Flusssystem Elbbach
- Fließgewässer im Flusssystem Elbbach

## Daten und Charakter
Der Hinterkirchenerbach hat ein Einzugsgebiet von etwa 1,5 km². Sein Lauf wurde zum größten Teil begradigt.